# Эдуард II (фильм)
«Эдуа́рд II» (англ. Edward II) — художественный фильм режиссёра-авангардиста Дерека Джармена, экранизация одноимённой пьесы Кристофера Марло. Исполнительница главной женской роли Королевы Изабеллы Тильда Суинтон получила Кубок Вольпи за лучшую женскую роль Венецианского кинофестиваля. Картина также была удостоена премий ФИПРЕССИ и «Тедди» Берлинского кинофестиваля, и премии «Золотой Хичкок» Британского кинофестиваля в Динарде.

## Сюжет
Герои и диалоги фильма относят зрителя к средневековым временам, но обстановка и костюмы соответствуют XX веку.
Король Эдуард II, взойдя на престол, приближает к себе своего любовника Пьера Гавестона. Их скандальные взаимоотношения не дают покоя высшему свету Лондона. Дорвавшись до власти, эгоистичный Гавестон начинает удовлетворять личные прихоти и капризы, сводит счёты с давним врагом — епископом Винчестера.
Жена Эдуарда, королева Изабелла, во время отсутствия Гавестона пытается вернуть своего мужа, но безуспешно. Король холодно отвергает все знаки её внимания. В результате за спиной короля и его любовника начинает подниматься смута. Роджер Мортимер и Изабелла сближаются в общей ненависти к Эдуарду и становятся любовниками и заговорщиками. Их цель — посадить на трон Эдуарда III, сына Эдуарда II и Изабеллы.
Заговорщикам удаётся исполнить свои намерения. Король умирает от руки Изабеллы, а его любовник погибает после жестоких пыток бунтовщиков.

## В ролях
- Стивен Уоддингтон — король Эдуард II
- Тильда Суинтон — королева Изабелла
- Эндрю Тирнан — Пирс Гавестон
- Найджел Терри — Мортимер
- Джоди Грабер — принц Эдуард
- Джером Флинн — Эдмунд Вудсток, 1-й граф Кент
- Анни Леннокс — певица
- Джон Линч — Спенсер
- Дадли Саттон — епископ Винчестерский

## Награды и номинации

### Награды
- 1991. Кубок Вольпи за лучшую женскую роль Венецианского кинофестиваля — Тильда Суинтон
- 1992. Премия ФИПРЕССИ — Дерек Джармен
- 1992. Премия «Тедди» Берлинского кинофестиваля — Дерек Джармен
- 1992. Премия «Золотой Хичкок» Британского кинофестиваля в Динарде — Дерек Джармен

### Номинации
- 1991. Премия «Золотой лев» Венецианского кинофестиваля — Дерек Джармен

## Критика
Фильм получил положительные отзывы критиков. На агрегаторе рецензий Rotten Tomatoes рейтинг одобрения составляет 100 %. Журнал «Роллинг Стоун» назвал картину «пронзительным криком из сердца», а «Вашингтон пост» похвалил Джармена за то, что «он упорядочил историю и сделал её совершенно ясной, сохраняя при этом язык поэтического периода Марло». Фильм считается классическим примером New Queer Cinema.
Использование Джарменом анахронизма привлекло внимание многих критиков. Дерек Джарман из The Guardian упоминает, что «исторические и современные» временные рамки пересекаются в костюмах, изображении армии Эдуарда II и саундтреке.